# Tubofono

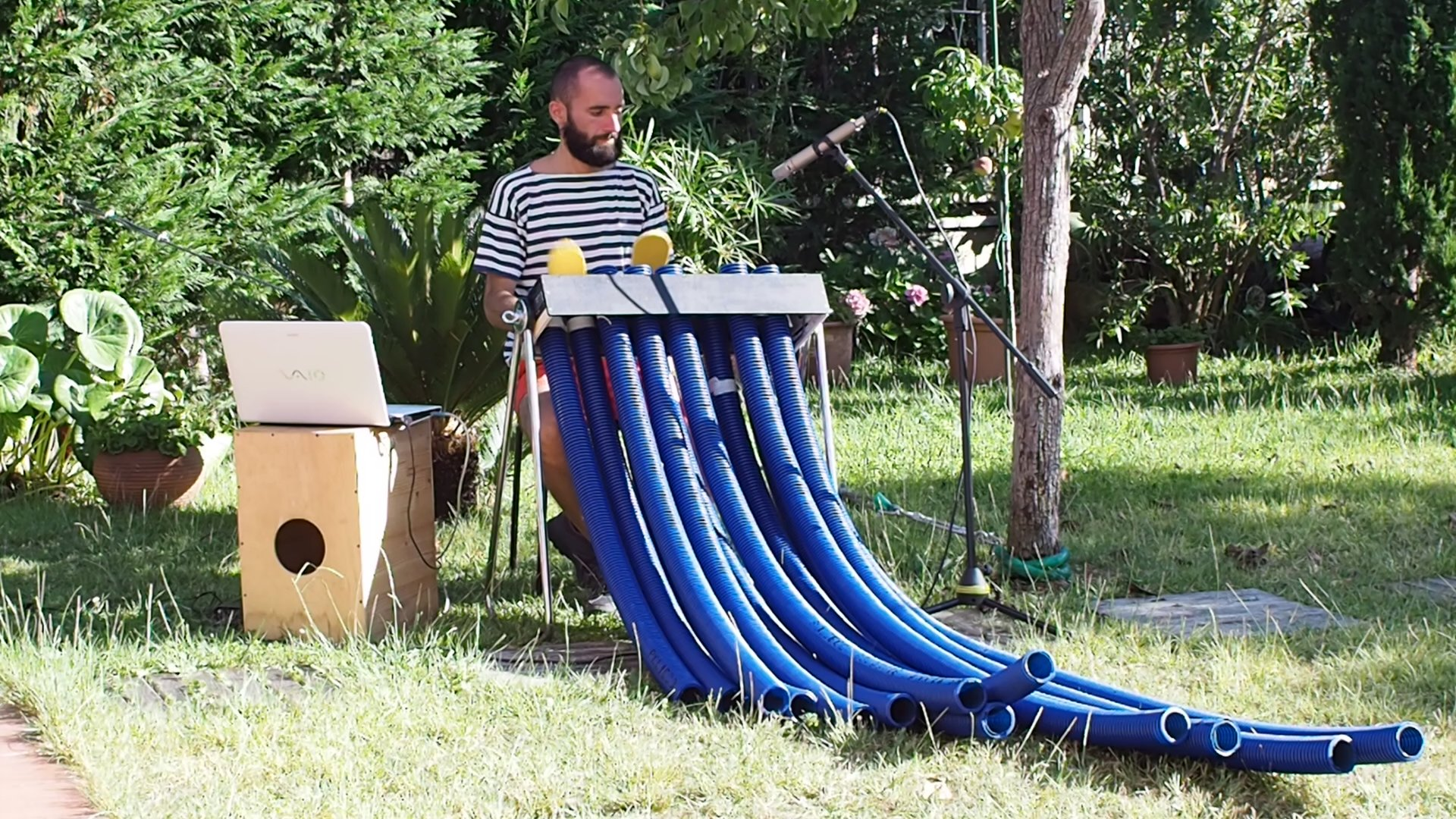
Tubofono Cromatico in Polipropilene

Il tubofono (anche chiamato pipephone, PVC pipe instrument, slap tubes) è uno strumento musicale aerofono libero a esplosione (413) (classificazione Hornbostel-Sachs: cat. 4) formato da tubi di diversa lunghezza, in cui il suono è ottenuto colpendo le imboccature con dei battenti.
Quando la colonna d'aria contenuta nel tubo aperto-aperto viene sollecitata colpendone una delle estremità vibra per risonanza acustica a una frequenza fondamentale che determina la nota. 

## Descrizione
Per la costruzione delle canne del tubofono vengono impiegate canne di bambù scavato o tubi di materiale plastico come PVC (Polivinilcloruro), PP (Polipropilene), ABS (Acrilonitrile butadiene stirene), solitamente adoperati per impianti idraulici o elettrici. I battenti vengono realizzati in gomma per far risuonare la canna d’aria attutendo il colpo sul bordo del tubo.
Le canne vengono posizionate su un supporto seguendo una scala determinata dal costruttore, solitamente una scala cromatica per avere a disposizione tutte le note.

## Storia
Ripercorrere la storia di questo strumento non è facile data la sua scarsa popolarità nell’ambito musicale colto, ma è possibile ritrovare le sue origini nei tubi battuti di cui sono stati ritrovati resti risalenti al neolitico. Il tubo battuto è un tronco di legno scavato, spesso di bamboo, suonato facendo urtare una delle aperture contro il suolo mettendo in risonanza l'aria contenuta, mentre nel tubofono sono i battenti ad andare a colpire le canne. 
In Papua Nuova Guinea e in particolare nelle Isole Salomone possiamo trovare dei veri e propri tubofoni realizzati in bamboo. La disponibilità di questo materiale naturale per la creazione di strumenti ha permesso di formare vere e proprie orchestre per la celebrazione di cerimonie con brani dedicati alla natura accompagnati da danze coreografiche. Queste orchestre, dette anche di Pan pipers o Pan pipes band, sono solitamente composte da flauti, canne più grosse ad ancia labiale, tubofoni in bamboo e percussioni con membrana o tamburi a fessura. I tubofoni in bamboo venivano suonati con bucce di noce di cocco, ma dagli anni ’70 sono state utilizzate prevalentemente infradito di gomma.
Il tubofono costruito con tubi di materiali plastici compare in un articolo di David Barnes del 1993 sulla rivista dedicata agli strumenti sperimentali “Experimental Musical Instrument" e, pochi anni dopo, nel 1996, Bart Hopkin lo descrive nel suo libro "Musical Instrument Design". 
Più recentemente è stato inserito nel libro dedicato agli aerofoni a esplosione "Slap Tubes and Other Plosive Instrument" di Phil Dadson e Bart Hopkin.
La sua fama, soprattutto negli Stati Uniti, è dovuta al successo ottenuto dai Blue Man Group che ne hanno fatto il loro strumento principale nelle loro performance.
Nell'ultimo decennio, per la sua facilità di realizzazione, ha cominciato a diffondersi fra musicisti di diverse nazionalità grazie alla condivisione di performance musicali via Internet, specialmente sulla piattaforma web YouTube.